# Синсян
Синсян е град в провинция Хунан, Югоизточен Китай. Административният метрополен район, който включва и града, е с население от 5 708 191 жители, а в градската част има 914 936 жители (2010 г.). Общата площ на административния метрополен район е 8629 кв. км, а градската част е с площ от 346 кв. км. Намира се в часова зона UTC+8. МПС кодът е 豫G. Телефонният код е 373.